# Stapelia similis
Stapelia similis är en oleanderväxtart som beskrevs av Nicholas Edward Brown. Stapelia similis ingår i släktet Stapelia och familjen oleanderväxter. Inga underarter finns listade i Catalogue of Life.